# جوهانس هنريك بيرغ
جوهانس هنريك بيرغ (بالنرويجية البوكمول: Johannes Henrik Berg)‏ هو سياسي نرويجي، ولد في 23 سبتمبر 1797، وتوفي في 12 سبتمبر 1886. انتخب عضو برلمان النرويج ‏.